# Dactylortyx thoracicus
Codorniz-cantora ou colim-cantor (Dactylortyx thoracicus) é uma espécie de ave da família Odontophoridae. É o único membro do género Dactylortyx.
Esta espécie pode ser encontrada na América Central, nomeadamente no Belize, El Salvador, Guatemala, Honduras e México. Habita florestas subtropicais e tropicais.